# Salmo 144
Il salmo 144 (143 secondo la numerazione greca) costituisce il centoquarantaquattresimo capitolo del Libro dei salmi.
È tradizionalmente attribuito al re Davide. È utilizzato dalla Chiesa cattolica nella liturgia delle ore.